# En lille melodi
"En lille melodi" var Danmarks bidrag til Eurovision Song Contest 1987. Sangen blev fremført på dansk af Anne-Cathrine Herdorf & Bandjo.
Sangen er skrevet af Jacob Jonia.
Sangen blev fremført som nummer 19 ved arrangementet efter Finlands Vicki Rosti & Boulevard med "Sata salamaa" og før Irland Johnny Logan med "Hold Me Now". Ved afstemningen modtog sangen 83 points, hvilket placerede den på en femteplads ud af 22.
Sangen er et ønske om forening, hvor Herdorf formaner alle om at synge denne "lille melodi" som én.
| Musik | Spire Denne musikartikel er en spire som bør udbygges. Du er velkommen til at hjælpe Wikipedia ved at udvide den. |